# جون أرمسترونغ دريكسل
جون أرمسترونغ دريكسل (بالإنجليزية: John Armstrong Drexel)‏ هو طيار أمريكي، ولد في 24 أكتوبر 1891 في فيلادلفيا في الولايات المتحدة، وتوفي في 4 مارس 1958.